# チャンパーリン氷河
チャンパーリン氷河（チャンパーリンひょうが、英: Champerlin Glacier）は、グリーンランドの北西に位置する氷河である。チューレ空軍基地の北に位置する。クヌート・ラスムッセン氷河、サリスベリー氷河、ハラルド・モルトケ氷河と並び、世界で最も多量の氷を生み出す氷河と呼ばれている。
チャンパーリン氷河は、この4つの氷河で最も大きく、8キロメートル以上の長さがあり、800メートルの幅がある。